# برت اندروز
برت اندروز (انگلیسی: Bert Andrews; ۲۱ مارس ۱۹۲۹ – ۲۵ ژانویهٔ ۱۹۹۳) یک عکاس آمریکایی بود که با عکس‌هایش تئاتر سیاه‌پوستان را در شهر نیویورک نمایش داد. در حرفه‌ای که بیش از سه دهه به طول انجامید، او از بسیاری از بازیگران برجسته آمریکایی آفریقایی‌تبار تئاتر و سینما از جمله جیمز ارل جونز، سیسیلی تایسون، دایانا سندز، لوئیس گوست جونیور، بیلی دی ویلیامز، مورگان فریمن، آلفری وودارد، دنزل واشینگتن و ساموئل ال. جکسون عکاسی کرد.

## زندگی‌نامه
برت جی. اندروز در شیکاگو در ۲۱ مارس ۱۹۲۹ متولد شد. در جوانی به هارلم رفت و در آنجا بزرگ شد. او  با ترانه‌سرایی، خوانندگی و رقصندگی را آغاز کرد. در اوایل دهه ۱۹۵۰، اندروز در حالی که در ارتش خدمت می‌کرد، شروع به تحصیل در رشته عکاسی کرد.
در سال ۱۹۵۳، اندروز بلافاصله پس از پایان خدمتش در ارتش، کار خود را به عنوان شاگرد برای چاک استوارت، که به خاطر عکاسی از نوازندگان جاز مشهور بود، آغاز کرد. او تا سال ۱۹۵۷ در این حرفه مشغول کار شد، در آن زمان به تنهایی فعالیت خود را آغاز کرد و در میان تنوع  عکاسی، گرفتن عکس‌ها تئاتر سیاه‌پوستان در شهر نیویورک را برای انتشار انتخاب کرد.
اندروز در طول فعالیت طولانی خود از آثار متعدد نمایشنامه‌های مهمی مانند سیاهان (۱۹۶۱)، گره خون (۱۰۶۴)، جوان بودن، با استعداد و سیاه (۱۹۶۹)، رودخانه نیجر (۱۹۷۲)، شکر قهوه‌ای جوشان (۱۹۷۶)  )، نمایشنامه یک سرباز (۱۹۸۲) و ما رینی ته سیاه (۱۹۸۴) عکاسی کرد.
عکس‌های او همچنین در بسیاری از نشریات مهم مانند تایم، لایف، ابونی، نیوزویک و نیویورک تایمز منتشر شده است.
در ۲۹ ژانویه ۱۹۸۵، استودیوی او در خیابان هشتم ۷۵۰ در گوشه خیابان 46 در شهر نیویورک بر اثر آتش‌سوزی تخریب شد. در این آتش‌سوزی ۳۰ سال کار عکاسی او که چیزی بین ۴۰۰۰۰ تا ۵۰۰۰۰ عکس بود، از بین رفت. با این حال، اندروز از طریق کمک شرکت‌های مختلف تئاتر توانست چاپ تعداد قابل توجهی از عکس‌های خود از جمله تقریباً ۲۰۰۰ عکس را از شرکت نگرو انسابل (گروه سیاه‌پوست) به‌دست آورد. در سال ۱۹۸۸، مجموعه عکاسی برت اندروز از سیاه پوستان در تئاتری در مرکز تحقیقات فرهنگ سیاه پوست شومبورگ تأسیس شد. سال بعد، مجموعه‌ای از این عکس‌ها در کتاب در سایه راه بزرگ سفید: تصاویری از تئاتر سیاه (انتشارات تندرس ماوس، ۱۹۸۹) منتشر شد.
اندروز در ۲۵ ژانویه ۱۹۹۳ در سن ۶۳ سالگی بر اثر سرطان در بیمارستان لنوکس هیل در منهتن درگذشت.